# Libřice
Libřice (deutsch Libschitz) ist eine Gemeinde mit 299 Einwohnern in Tschechien. Sie liegt etwa vierzehn Kilometer nordöstlich von Hradec Králové (Königgrätz) und gehört zum Okres Hradec Králové in der Region Hradec Králové.

## Geographie

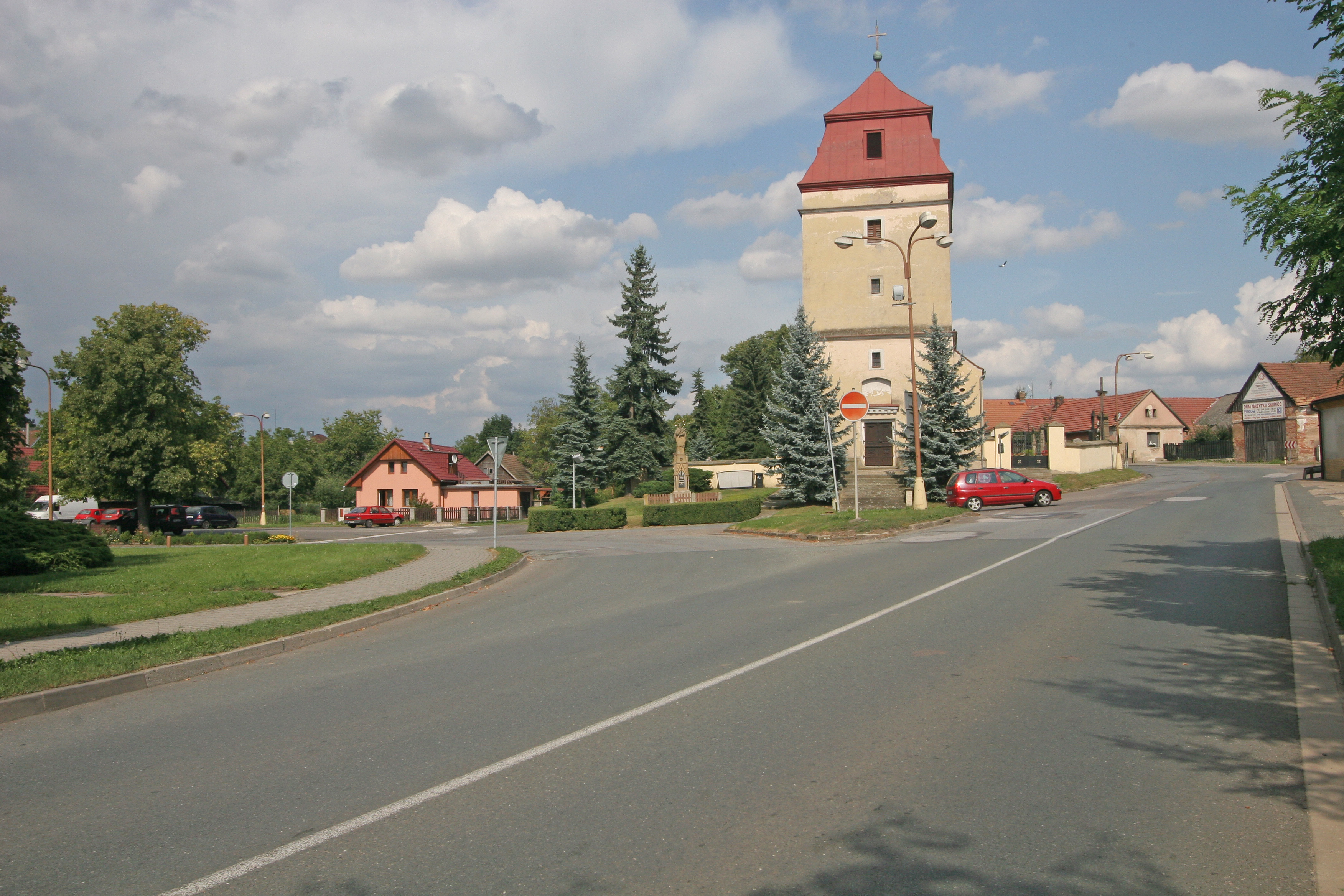
Kirche des Heiligen Erzengels Michael in Libřice

Nachbarorte von Libřice sind Jasenná im Norden, Lejšovka im Nordwesten, Králova Lhota im Osten, sowie Výrava und Černilov im Süden. Die Gemeinde grenzt im Norden und Osten an die Bezirke Náchod und Rychnov nad Kněžnou. Die tschechische Hauptstadt Prag liegt etwa 112 Kilometer südwestlich von Libřice. Die gesamte Katasterfläche der Gemeinde beträgt 484 Hektar, wovon 86 % Ackerland sind. Durch eine Buslinie ist die Gemeinde an die nächste größere Stadt Hradec Králové angebunden.

## Geschichte
Der Ort wurde im Jahr 1356 erstmals erwähnt. Bereits im Jahr 1406 wurde die Ortskirche erstmals erwähnt. Die ursprünglich im gotischen Stil erbaute Kirche des Erzengels Michael wurde in der ersten Hälfte des 18. Jahrhunderts im Stil des Barock umgebaut. Im Dorf befindet sich eine Statue des böhmischen Landesheiligen Johannes Nepomuk aus dem Jahr 1795 sowie ein Denkmal für die Gefallenen beider Weltkriege.
Im Dorf gibt es ein Gemeindeamt, ein Postamt und eine Bibliothek. Das kulturelle Leben in Libřice wird von der örtlichen Freiwilligen Feuerwehr, dem Ortsverband der tschechischen Frauenunion und dem Fußballverein SK Slavia Libřice geprägt.